# Takuro
Takuro (久保 琢 郎, Kubo Takuro, 26 de mayo de 1971 en Hakodate, Hokkaido) es uno de los guitarristas y líder de la popular banda de rock japonés GLAY. Es el principal compositor y letrista de canciones de GLAY. Como compositor y músico, Takuro ha trabajado con diferentes artistas. También publicó trabajos en solitario.

## Biografía
Takuro y su hermana fueron criados por una madre soltera, ya que ella nunca volvió a casarse después de la muerte de su padre, suceso que se dio cuando Takuro tenía tres años. Sin dudas, él considera a su madre como la primera influencia en su carrera musical, ya que estaba muy impresionado por su canto.
Cuando Takuro era sólo un niño, su madre cantaba mientras lloraba. Él no sabía lo que estaba mal con ella, pero sentía que cuando ella cantaba, sus sentimientos eran los mismos. Él escuchaba atentamente como su tonalidad se volvió más fuerte y aguda, impresionándolo y haciéndolo sentir que ambos estaban "en comunión": los sentimientos de ella se traspasaban a él con el canto. 
Al quedar impresionado por la forma en que su madre cantaba, Takuro descubrió el poder del canto y comenzó a estudiar música, primero en forma autodidacta, descubriendo también que el poder del canto anima a la gente. Él ha creído en ese poder desde entonces, según ha declarado en numerosas oportunidades.
Más tarde, durante su adolescencia, Takuro se vería influenciado por John Lennon y desarrollaría un gran interés en escribir canciones. 
En primera instancia, sus letras se basan en sentimientos sobre las diferentes situaciones de su propia vida, así como los acontecimientos en el mundo que lo rodean. La sensibilidad de Takuro es tan grande, que narra sucesos como la injusticia, la guerra, la pobreza y el desamor, con una naturalidad y poesía auténticas.
Takuro a menudo expresa su opinión sobre diferentes temas y ha sido invitado a escribir sobre diversos tópicos en periódicos japoneses y de toda Asia. En 2007 escribió una serie de artículos acerca de su ciudad, Hakodate, para el periódico Asahi Shimbun. En 2006, también fue citado en un artículo sobre los nuevos conceptos de los modelos de familia japonesa en el sitio Web del Mainichi Shimbun. Allí expresó su experiencia personal de ser criado en una familia de madre soltera.
En 2001, junto con Ryūichi Sakamoto, Takuro inició el "Artists Power", una organización que reúne a músicos interesados en la búsqueda activa de energías alternativas y sustentables. El concierto de la EXPO 2001 de Glay, en Ishikari, Hokkaido, fue justamente parte de esta iniciativa y se sustentó en parte sobre energías generadas por combustibles alternativos.
En 2003, Takuro publicó "Kyoukai", un libro auto-biográfico en el que contó sobre su vida personal y su obra musical. Los temas que abordó fueron: su infancia en Hakodate y su carrera musical, entre otros. Quizás lo que más llamó la atención de los fanes de Glay dentro de ese libro es el relato acerca de una misteriosa mujer que amó durante diez años y que lo rechazó cuando le propuso matrimonio. Esta persona, según el mismo Takuro afirma, fue su musa para la cual escribió muchas de sus canciones de amor.
En 2005, Takuro puso fin a su programa de radio en Tokyo FM, "Glay Radio Comunication DX", que había comenzado en 2003. Antes de eso, había sido anfitrión de otro programa, "Takuro Radio Factory".
A pesar de la decepción amorosa, Takuro supo reponerse y se casó con la modelo japonesa Seri Iwahori en mayo de 2004. Ellos se habían conocido durante el rodaje de la película Casshern, en la que Takuro hizo un cameo corto junto con su compañero de Glay Hisashi (músico) en 2003. 
Takuro tuvo dos hijos con ella: un varón nacido en octubre de 2005 y una niña, en octubre de 2007. Son dueños de una casa en Los Ángeles, California y otra en Tokio.

## Libros
- Along the Line: photobook made in Africa.
- Kyoukai (2003): autobiografía.
- "Super Stars" (noviembre de 2006): photobook by Leslie Kee. Takuro fue uno de los tres centenares de personas famosas de Asia aparece en el libro.
- Hokkaido e (julio de 2008): incluye una serie de artículos escritos por Takuro, junto con artículos de otros autores, publicado originalmente por Diario Asahi en 2007.